# KEO
KEO — назва передбачуваної космічної капсули часу. Проект розпочав свою роботу в 2003 році, і його завдання полягає в збереженні повідомлень жителів Землі теперішнього часу для людства 50000 років по тому, коли капсула повернеться назад на Землю. Запуск був відкладений до 2006, потім до 2007-2008, потім до 2010-2011, потім — до 2012, і, в даний час, планується в 2014 році.
Проект KEO підтримується, зокрема, ЮНЕСКО (яка обрала його «Проектом 21-го століття»), Hutchison Whampoa та Європейським космічним агентством. Вважається, що назва проекту відтворює три найпоширеніші звуки найпоширеніших мов сучасного світу, [ k ], [ e ] та [ o ].